# Jayawadgi, Basavana Bagevadi
Jayawadgi là một làng thuộc tehsil Basavana Bagevadi, huyện Bijapur, bang Karnataka, Ấn Độ.